# Grit Hammer
Grit Hammer (nata Haupt; Saalfeld/Saale, 4 giugno 1966) è un'ex pesista tedesca.

## Palmarès
| Anno | Manifestazione  | Sede       | Evento         | Risultato | Prestazione | Note |
| ---- | --------------- | ---------- | -------------- | --------- | ----------- | ---- |
| 1990 | Europei indoor  | Glasgow    | Getto del peso | Bronzo    | 19,34 m     |      |
| 1992 | Europei indoor  | Genova     | Getto del peso | 7ª        | 17,89 m     |      |
| 1994 | Europei indoor  | Parigi     | Getto del peso | 5ª        | 18,58 m     |      |
| 1995 | Mondiali indoor | Barcellona | Getto del peso | Bronzo    | 19,02 m     |      |